# Ladiniense
| Era Eratema | Periodo Sistema | Época Serie         | Edad Piso              | Inicio, en millones de años |
| ----------- | --------------- | ------------------- | ---------------------- | --------------------------- |
| Mesozoico   | Cretácico       | Cretácico           | Cretácico              | 143,1                       |
| Mesozoico   | Jurásico        | Jurásico            | Jurásico               | 201,4±0,2                   |
| Mesozoico   | Triásico        | Superior / Tardío   | Rhaetiense Rhaetiano   | 205,7                       |
| Mesozoico   | Triásico        | Superior / Tardío   | Noriense Noriano       | 227,3                       |
| Mesozoico   | Triásico        | Superior / Tardío   | Carniense Carniano     | ~235                        |
| Mesozoico   | Triásico        | Medio               | Ladiniense Ladiniano   | 241,464 ± 0,28              |
| Mesozoico   | Triásico        | Medio               | Anisiense Anisiano     | 246,7                       |
| Mesozoico   | Triásico        | Inferior / Temprano | Olenekiense Olenekiano | 249,9                       |
| Mesozoico   | Triásico        | Inferior / Temprano | Induense Induano       | 252,2±0,5                   |

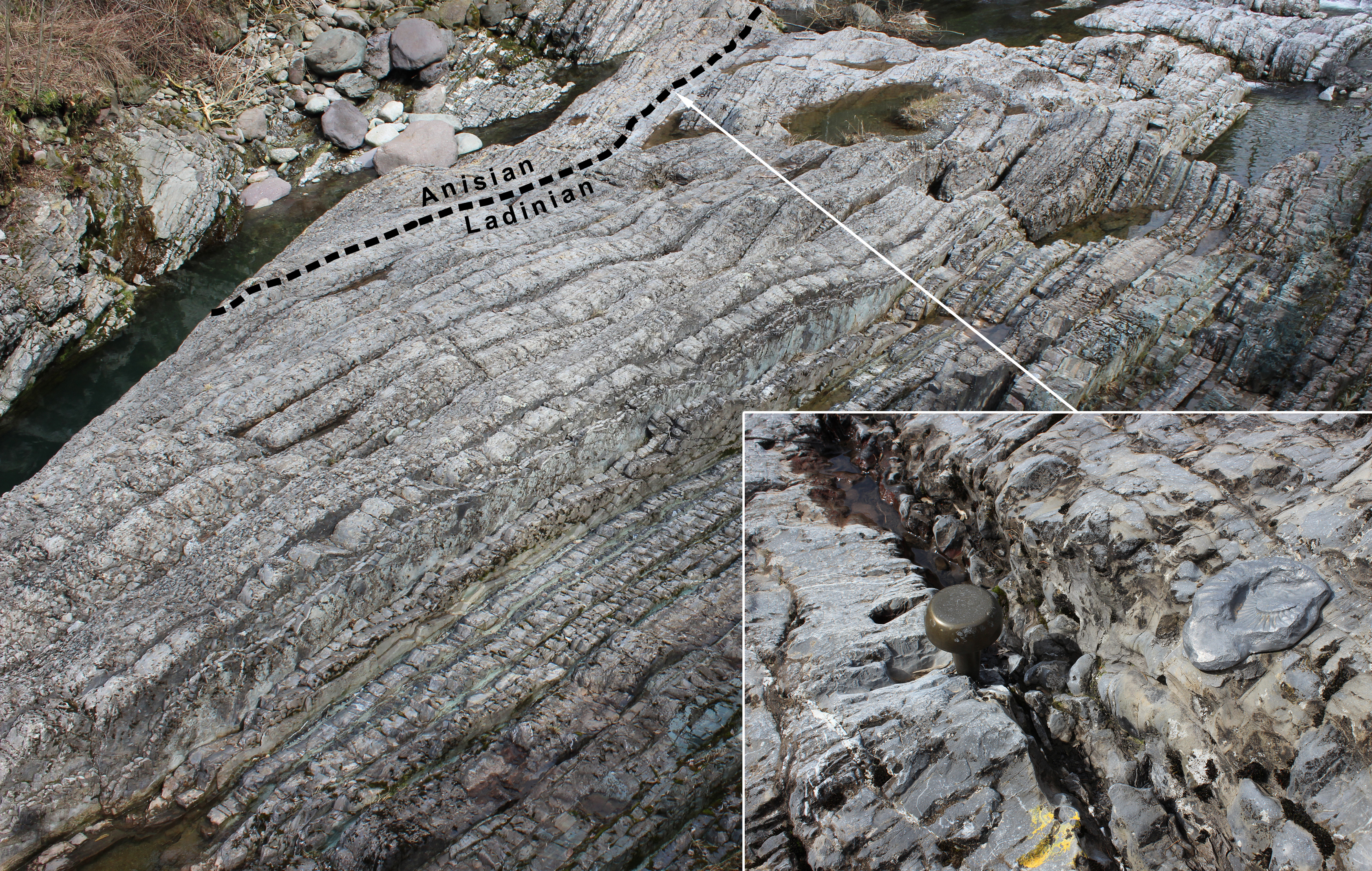
GSSP del Ladiniense en Bagolino (provincia de Brescia, Italia).

El Ladiniense o Ladiniano es el segundo y último piso y edad del Triásico Medio en la escala temporal geológica. Sucede al Anisiense y precede al Carniense (primer piso del Triásico Superior/Tardío). Se inició hace unos 241,46 millones de años y terminó hace unos 235 millones de años.
El Ladiniense se introdujo en la literatura científica por el geólogo y paleontólogo austriaco Alexander Bittner en 1892. El nombre procede de los ladinos, habitantes de la región de los Dolomitas (Italia).

## Sección estratotipo y punto de límite global (GSSP)
La sección estratotipo y punto de límite global (GSSP) para la base del Ladiniense se encuentra en el municipio de Bagolino (provincia de Brescia, Italia). Se caracteriza por la primera aparición del amonites Eoprotrachyceras curionii (base de la zona E. curionii). El piso y el GSSP fueron aprobados por la Comisión Internacional de Estratigrafía y ratificados posteriormente por la Unión Internacional de Ciencias Geológicas en 2005.
El techo del Ladiniense se define por el GSSP de la base del Carniense, que se caracteriza por la primera aparición del amonites Daxatina canadensis y del conodonto Paragondolella polygnathiformis y por la base de la zona de polaridad magnética normal S2n.